# Raufoss IL
Raufoss IL är en sportklubb från Raufoss i Norge, bildad den 10 februari 1918. Klubbens herrlag i fotboll gick 2006 upp i Norges andradivision Adeccoligan. Inför säsongen 2008 tvångsnedflyttades klubben ner en division, då man inte uppnått elitlicens. 25 miljoner saknades för att bygga en ny anläggning, vilket krävdes. En månad senare fanns pengarna på plats, men för sent, och FK Sparta Sarpsborg fick platsen. Klubben bedriver även friidrott, med sprintern John Ertzgaard som deltagit i olympiska spelen sprintern bland klubbens främsta. Även handboll, längdåkning, friidrott, orientering och sportgymnastik bedrivs.

## Svenska spelare i klubben
- Pär Cederqvist (2006)
- Johan Arneng (1999–2001)
- Andreas Augustsson (1998–1999)
- Dime Jankulovski (?–2005)
- Fredrik Lagemyr (2005–2006)
- Edier Frejd (2006–2008)
- Patrik Elmander
- Magnus Tappert (2009–2010)
- Dennis Jonsson (2007)
- Christian Hemberg (2007)
- Rickard Claesson (2006–2014)